# Залесная (Нижегородская область)
Залесная — деревня в городском округе город Бор Нижегородской области России.

## История
В 1965 г. Указом Президиума ВС РСФСР деревня Тоскуйки переименована в Залесная.

## Население
| 2002 | 2010 |
| ---- | ---- |
| 5    | ↘2   |